# André David

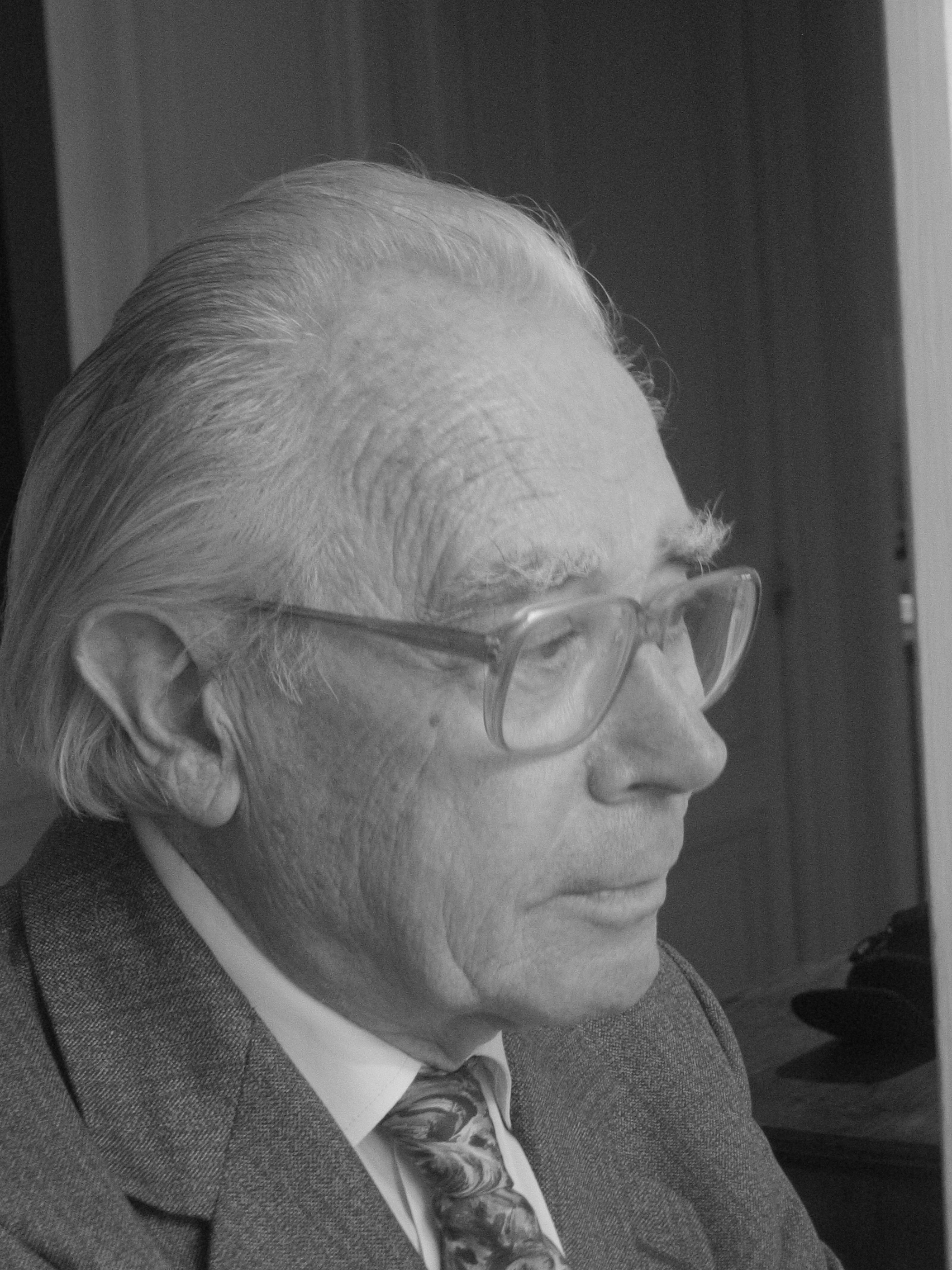
André David (2004)

André David (* 2. Februar 1922 in Algier; † 5. Juni 2007 in Paris) war ein französischer Komponist.

## Leben
David studierte gleichzeitig Musik am Konservatorium von Montpellier und Medizin an der Universität Paris. Seine wichtigsten Kompositionslehrer waren Maurice Le Boucher in Montpellier and Noël Gallon in Paris.
David komponierte Klavier- und Kammermusik, Lieder, sinfonische Werke und eine Kantate. Seine Oper Rodolphe nach einem Libretto von Jacques Grasswill wurde beim Festival des Coréades 2002 in Poitou-Charentes unter Leitung von Jean-Yves Gaudin uraufgeführt.

## Werke
- Trois mélodies, Lieder nach Eva Norvska und Pierrette Germain, 1975–78
- Expression für zwei Klaviere zu vier Händen, 1981
- Ecart für Klavier, 1984
- Anaglyphe für Klavier und Violine, 1985
- Ballade für zwei Klavier und Fagott, 1985
- Décan für Klavier zu vier Händen, Streichquartett, Flöte, Klarinette, Kontrabass und Schlagzeug, 1986
- Trois petites pièces, 1987
- Naufrage für Orgel, Violine und Sprecher oder Ondes Martenot, Klavier, Schlagzeug und Sprecher nach einem Text von Heinrich Heine, übersetzt von Gérard de Nerval, 1988
- Ortive für Sinfonieorchester, 1988
- Monisme für Violine solo, 1989 (UA durch Alexis Galpérine)
- Sciophonie für Streichquartett und Klavier, 1990
- Madiganae für Klavier, 1990
- Rai für Streichorchester oder Klavier und Cello, 1991
- Panlogue für Klavier und Konzertmundharmonika oder Flöte, 1991
- La mère et le roi für Sopran, Klavier und Streichquartett nach einem Text von Pierrette Germain, 1993
- Quinterna für fünf Gitarren, Violine, Kontrabass und Schlagzeug, 1994
- Eunode, Konzert für Klavier und Instrumentalensemble, 1994
- Heliades für Klavier, Trompete, Saxophon und Schlagzeug, 1995
- Rai II für Sinfonieorchester, 1996
- Le chêne de lumière Kantate nach einem Text von Pierrette Germain, 1996
- Quadrimania für Klavier zu vier Händen, 1997
- Quaterna für Gitarrenquartett, 1997
- Spinelle für Klavier und Flöte, 1997
- Eoly für Blechbläserquintett, 1998
- Tempo del trio für Klavier, Violine und Cello, 1999
- Profil d’orgues für drei Orgeln, 1999
- Rodolphe, Oper, 2001
- Tête à tête für Klavier zu vier Händen, 2003
- Impromptu für Klavier, 2004
- Fil à fil für Chor nach einem Text von Pierrette Germain, 2007
- Foliane für Orgel und Sprecher nach einem Text von Pierette Germain, 2007